# 鮮于一扇
鮮于一扇（1919年3月5日—1990年），朝鮮女歌手。

## 代表作
- 《朝鮮八景歌》
- 《寧邊謠》
- 《遠浦歸帆》
- 《月下待人》

## 外部連結
- Polydor S.P.Record List （页面存档备份，存于）